# يوسف ابو لبن

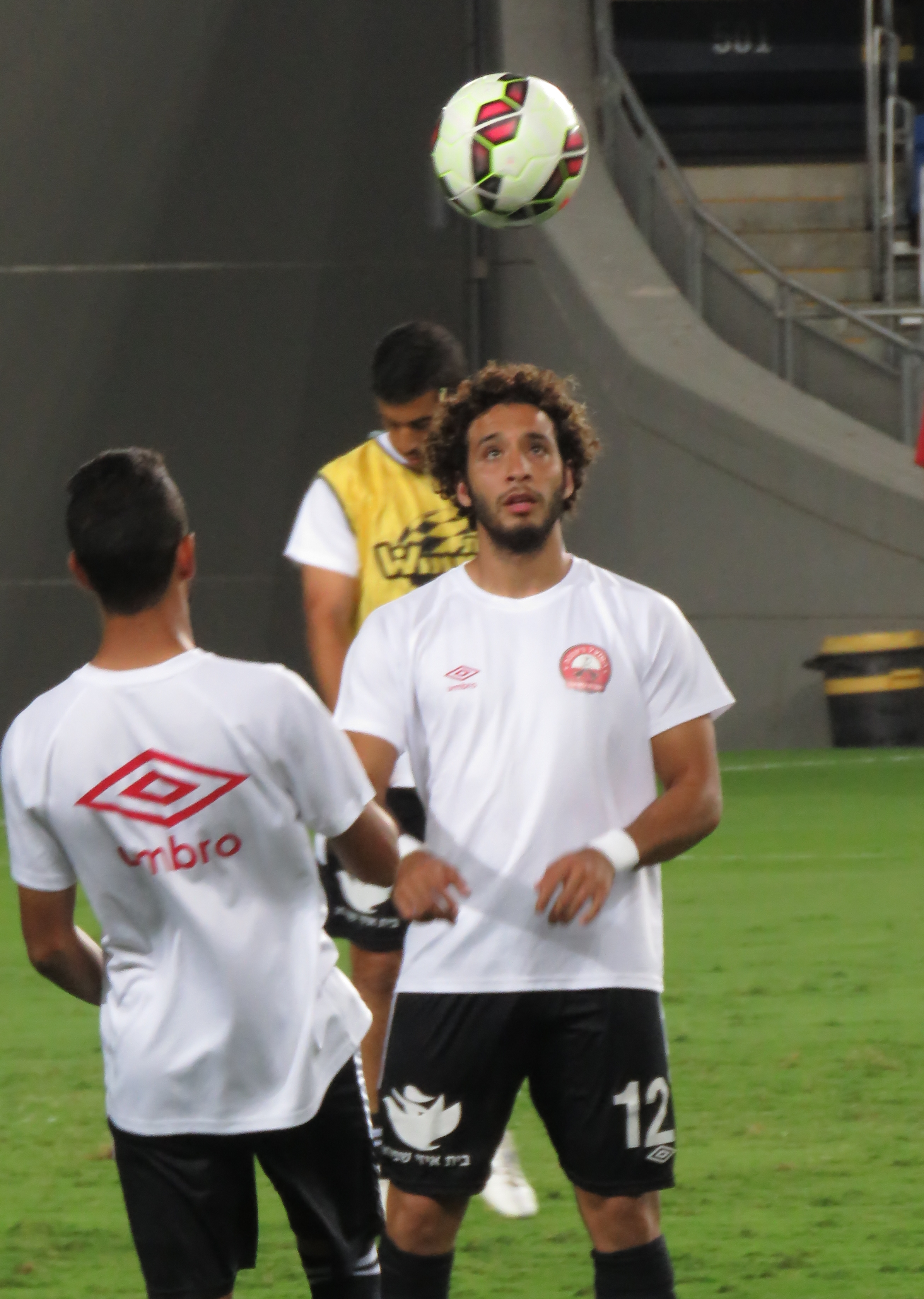
اللاعب يوسف ابو لبن

يوسف أبو لبن، من مواليد 26 مايو 1992، من عرب 48، هو لاعب كرة قدم سابق لعب كمهاجم. وهو إبن شقيق لاعب كرة القّدم السّابق رامي أبولبن.

## سيرته المهنية
بدأ أبو لبن بلعب كرة القّدم في قسم الشّباب في هبوعيل بئر السّبع. وفي موسم 2011/2012 تمت إضافته إلى الفريق الأول بالنّادي كجزء من مدرب الفريق، كان ذلك جزءًا من خطة نير كلينغر لتنمية لاعبين من قسم الشّباب. في 30 آب 2011، ظهر لأول مرة في الدّوري الإنجليزي الممتاز، عندما شارك كبديل في خسارة 0-1 ضد بيتار القدس. وفي 17 أيلول 2011، في مباراته الثّانية، بدأ بالفعل في التّشكيلة وحتى أنه سجل هدفه الأول في مسيرته في الخسارة 3-1 أمام هبوعيل رمات هشارون، كما أنّه قدّم إجمالي 15 مباراة بالدّوري هذا الموسم، لكن في الجزء الثّاني عاد للعب في فريق الشّباب، وفي الموسم التّالي شارك في مباراتين فقط من مباريات كأس التوتو.
في 22 كانون الثّاني 2014 تمت إعارته إلى هبوعيل رمات هشارون حتى نهاية الموسم. وبعد ستة أيام، ظهر لأول مرة في الفريق، بفوزه بنتيجة 4-0 على مكابي أم الفحم في كأس الدّولة، حيث سجل هدفين. كما أنّه في 19 نيسان 2014، سجل أول ثلاثية له في مسيرته، بفوزه بنتيجة 4-1 على مكابي بتاح تكفا. إلا انّه في نهاية الموسم، هبطت رمات هشارون إلى الدّوري الوطني وعاد أبو لبن إلى بئر السّبع. في بداية موسم 2014/2015 خدم كلاعب بديل في بئر السّبع، وبالإضافة إلى ذلك ،في كانون الثّاني 2015 تعاقد مع أبناء سخنين حتى نهاية الموسم.
في آب 2015، وقّع أبو لبن مع فريق هبوعيل رعنانا ، لكنّه ظهر في الإعلام مرتين فقط في الدّوري الممتاز.
في كانون الثّاني 2016 تم إعارته إلى هابويل ريشون لتسيون من الدّوري الوطني. في موسم 2016/2017 لعب مع هبوعيل ابناء اللد في الدّوري الوطني.
في 20 تموز 2017 وقّع مع فريق كفر قاسم ، وقد سجل 26 هدفًا في موسمه الأول مع الفريق وتأهل معهم للدّوري أ.
في 11 تشرين الأول 2018 وقّع مع فريق أبناء الطّيبة ، وبعد شهرين وقّع مع أور يهودا، الذي تمت ترقيته معه إلى الدّوري الأول.
في 16 حزيران 2019 وقع أبو لبن مع إم. ديمونة في الدوري ب.